# Nora Ikstena
Nora Ikstena (* 15. října 1969 Riga) je lotyšská spisovatelka.

## Život
Studovala lotyšskou filologii na Lotyšské univerzitě v Rize (1987–1992) a anglický jazyk a literaturu na Kolumbijské univerzitě v Missouri (1994–1995). Během studií a postgraduálního studia pracovala jako vědecká pracovnice v Muzeu psaní, hudby a divadla, poté jako redaktorka časopisu Karogs a zástupkyně šéfredaktora novin Rīgas Balss (1998). Na Kolumbijské univerzitě v Missouri byla šéfredaktorkou časopisu The Review of Contemporary Fiction a připravila číslo tohoto časopisu věnované lotyšské próze (1998).
Nora Ikstena debutovala v literatuře biografií předválečné spisovatelky a političky Anny Rūmane-Ķeniņy (1877–1950), po níž následovaly dvě sbírky povídek. Napsala také biografické knihy o lotyšském podnikateli Brunovi Rubessovi (1926–2009) a lotyšské básnířce a dramatičce Māře Zālīte (* 1952).
Vydala romány Oslava života (1998) a Učení panny (2001). V roce 2004 vyšla sbírka povídek Životní příběhy, která znamenala odklon od předchozího sofistikovaného stylu psaní. V roce 2006 napsala ve spolupráci s básníkem Imantsem Ziedonisem biografické dílo Nejistá byla (Nenoteiktā bija) – nekonvenční a emotivní pokus o rekonstrukci dětských vzpomínek. Za tuto knihu získala Nora Ikstena cenu Baltského shromáždění (2006), cenu za literaturu roku a výroční cenu novin Diena za kulturu.
Jako spisovatelka v roce 2001 získala nejvyšší lotyšské ocenění – Výroční cenu za literaturu. V listopadu 2018 získala cenu Excellence in Culture Award jako celosvětově nejuznávanější lotyšská spisovatelka prvních dvou desetiletí 21. století. V roce 2018 také reprezentovala Lotyšsko na Londýnském knižním veletrhu.

## Dílo
- Maličkosti a radosti, 1995 (sbírka povídek)
- Klamné romance, 1997 (sbírka povídek)
- Oslava života, 1998 (román)
- Učení panny, 2001 (román)
- Pohádky s koncem, 2002
- Životní příběhy, 2004
- Krajinou samoty, 2006[2]
- Mateřské mléko, 2023 (román pro ženy)[3]